# MS Serpentis
MS Serpentis (MS Ser / HD 143315) és un estel binari en la constel·lació del Serpetn, a la regió de Sepens Caput molt prop del límit amb Corona Boreal. Té magnitud aparent +8,21 i es troba a 252 anys llum del sistema solar.

## Components
La component freda del sistema és una subgegant o gegant taronja de tipus espectral K2IV-III. Posseeix una temperatura efectiva de 4600 K i una massa equivalent al 71 % de la massa del Sol. El seu radi és 3,5 vegades més gran que el radi solar i gira sobre si mateix amb una velocitat de rotació projectada de 15 km/s. La component calenta és un nan groc de tipus G8V —semblant a 82 Eridani— la temperatura de la qual és de 5500 K. Amb una massa de 0,84 masses solars, el seu radi és igual al del Sol. La seva velocitat de rotació és d'almenys 7 km/s. La lluminositat conjunta d'ambdós estels és 3,8 vegades superior a la lluminositat solar.
El període orbital d'aquest binari és de 9,0148 dies, i el valor del semieix major de l'òrbita és 0,044 ua.

## Cinemàtica
MS Serpentis té una òrbita galàctica molt més excèntrica que la del Sol (i = 0,31). Això provoca que la seva distància respecte al centre de la Via Làctia variï entre 13.100 i 25.000 anys llum.

## Variabilitat
MS Serpentis és una variable BY Draconis, de la que s'ha observat una variació de lluentor de 0,11 magnituds. Emet energia en forma de raigs X, i la seva lluminositat en aquesta regió de l'espectre és de 0,034 × 1024 W.